# 石郎庄站
石郎庄站是一个京哈铁路上的铁路车站，位于河北省滦县高城子乡石郎庄村，建于1974年，目前为四等站，邮政编码为064021。目前客运：办理旅客乘降；行李、包裹托运；货运：办理整车货物发到；不办理危险货物发到。